# Месть леди Морган
«Месть леди Морган» (итал. La vendetta di Lady Morgan) — итальянский чёрно-белый готический фильм ужасов 1965 года режиссёра Массимо Пупилло.

## Сюжет
Призрак давным-давно погибшей женщины, пытаясь отомстить за свою смерть, начинает терроризировать потомков тех, кто виновен в её гибели. Однако призрак вскоре влюбляется в одного из них.
Юная Сьюзан Морган (Барбара Нелли) влюблена в друга детства Пьера. По идее им не суждено быть вместе, ибо Сьюзан — представительница знатного семейства, а Пьер — выходец из обычной семьи

## В ролях
- Барбара Нелли — леди Сьюзан Морган
- Эрика Бланк — Лилиан
- Гордон Митчел — Роджер
- Пауль Мюллер
- Мичел Форэйн — Пьер Бриссак
- Карло Кехлер — Сэр Невилл Блэкхаус

## Критика
Луис Поль в своей книге Italian Horror Film Directors назвал данный фильм попыткой режиссёра привнести в жанр готического фильма ужасов эротической составляющей. В целом, как отмечает Поль, картина является довольно унылой, статичной, снятой в типичной итальянской сельской местности и, к тому же, с использованием небольшого набора леденящих душу моментов, характерных именно для фильмов данного уровня.